# Barbus turkanae
Barbus turkanae е вид лъчеперка от семейство Шаранови (Cyprinidae). Видът не е застрашен от изчезване.

## Разпространение и местообитание
Разпространен е в Кения.

## Описание
На дължина достигат до 4,2 cm.
Популацията на вида е стабилна.